# Тербацил
Тербацил — гербицид из группы производных урацила.

## Получение
Тербацил синтезируют путём хлорирования 3-трет-бутил-6-метилурацила.

## Характеристики
Тербацил — белое, горючее, твёрдое вещество, плохо растворимое в воде. Ниже температуры плавления соединение начинает сублимировать. Тербацил устойчив к гидролизу и фотолизу в диапазоне pH от 5 до 9.

## Использование
Тербацил используется в качестве гербицида. Он был впервые синтезирован в США и в 1966 году утверждён в качестве гербицида. Используется для борьбы с большинством одно — и многолетних сорняков.

## Утверждение
Тербацил не входит в список разрешенных средств защиты растений Европейского Союза.
В странах ЕС, включая Германию и Австрию, а также в Швейцарии использование тербацила запрещено.